# Ta pòl
Ta pòl là nhạc cụ của người Ba Na, nhưng phổ biến trong nhiều cộng đồng dân tộc ở Tây Nguyên, Việt Nam. Người Gia Rai gọi nó là đinh bút hoặc đinh pơng, người Rơ Măm gọi là pang bôông, còn người Brâu gọi là đinh pu. Ngoài ra nó còn nhiều tên gọi khác tùy theo ngôn ngữ của những dân tộc Tây Nguyên.
Ta pòl xuất hiện từ thời lao động nguyên thủy. Người ta lấy một cây nứa lớn, già, mỏng và khô cắt thành một đoạn dài 2 đến 3 đốt, đục thông suốt để làm ta pòl. Nó giống một ống của đàn K'lông pút nhưng được sử dụng riêng lẻ chứ không kết thành dàn như klông pút. Mặt khác, nó giữ nhiệm vụ bè trầm chứ không chơi giai điệu chính.
Ta pòl có âm thanh vang dội khi người ta vỗ tay vào miệng ống đưa luồng hơi vào ống làm chuyển động cột không khí bên trong ống. Họ đưa miệng ống hơi dốc lên rồi dùng tay phải vỗ vào miệng ống (tay cần phải mềm, không gồng cứng). Thông thường chỉ có phụ nữ mới sử dụng nhạc cụ này, không thấy nam giới đụng tới. Họ sử dụng nó bất cứ lúc nào, khi lên rẫy, ra bờ suối hay trên đường đi. Lúc nhảy múa họ vẫn có thể sử dụng chúng. Nhìn chung, ta pòl thường được dùng để giải trí, giúp thư giãn khi lao động.